# Marc-Étienne de Beauvau-Craon
Marc-Étienne-Gabriel de Beauvau-Craon, III principe di Craon e Beauvau, principe del Sacro Romano Impero, conte dell'Impero francese, pari di Francia e grande di Spagna (Parigi, 22 settembre 1773 – Parigi, 28 gennaio 1849), è stato un nobile e politico francese.

## Biografia

### Infanzia
Marc-Étienne de Beauvau-Craon era il figlio di Ferdinand-Jérôme de Beauvau-Craon, principe di Craon, marchese di Haroué, e di sua moglie Louise Desmier d'Archiac, figlia del generale Étienne-Louis Desmier d'Archiac e nipote di Jean-Henri d'Anthès.

### Matrimonio
Nel 1792 sposò Nathalie-Henriette-Victurnienne de Rochechouart Mortemart (1774-1854), dama di compagnia della imperatrice Maria Luisa, figlia di Victurnien-Jean-Baptiste Marie, IX duca de Mortemart. Ebbero quattro figli.

### Carriera politica
Ha sostenuto Napoleone che gli offrì per questo la restituzione dei beni confiscati al duca di Harcourt, il nonno della moglie.
Fu nominato ciambellano nel 1809, gli fu conferito il titolo di conte dell'Impero, il 21 novembre 1810. Durante i cento giorni, il 2 giugno 1815 fu elevato alla dignità di Pari.

### Ultimi anni e morte
La Restaurazione francese si ritirò dalla vita politica, ma con la restaurazione della Monarchia di luglio, il 19 novembre 1831, riprese ma fu notato poco.
Fu grande di Spagna di prima classe e Principe del Sacro Romano Impero.

## Discendenza
Marc-Étienne de Beauvau-Craon e Nathalie-Henriette-Victurnienne de Rochechouart Mortemart ebbero quattro figli:
- François-Victurnien-Charles-Just, IV principe di Beauvau (1793-1864);
- Edmond-Henry-Étienne-Victurnien de Beauvau (1795-1861), sposò Ugoline de Baschi du Cayla, ebbero due figlie;
- Marie-Nathalie-Irène-Victurnienne de Beauvau-Craon (1798-1852), sposò Auguste Le Lièvre de La Grange, ebbero figli;
- Henriette-Gabrielle-Appoline de Beauvau-Craon (1809-1869), sposò Denys-Omer Talon, ebbero figli.